# Haute École Galilée
La Haute École Galilée est une haute école belge du réseau libre confessionnel subventionné par la Fédération Wallonie-Bruxelles dont l'école est située dans la région bruxelloise. Elle regroupe actuellement l'IHECS: Institut des hautes études des communications sociales
Anciennes écoles (parties à la suite de leur fusion avec l'EPHEC en septembre 2023): 
- ECSEDI-ISALT, Institut supérieur de secrétariat de direction et tourisme - Institut supérieur d'Animation, des Loisirs et du Tourisme (faisant actuellement partie du secteur Business de l'EPHEC)
- ISSIG, Institut supérieur soins infirmiers Galilée (devenu actuellement EPHEC Santé)
- ISPG, Institut supérieur de pédagogie Galilée (devenu actuellement EPHEC Éducation)

## Instituts et écoles

### Institut des hautes études des communications sociales
L'Institut des hautes études des communications sociales (IHECS)  a été fondé à Tournai en 1958 et accueille 2200 étudiants. Il est établi dans le centre de Bruxelles depuis 1990.